# 布拉邦勒鲁瓦
布拉邦勒鲁瓦（法語：Brabant-le-Roi，法語發音：[bʁabɑ̃ lə ʁwa]）是法国默兹省的一个市镇，属于巴勒迪克区。

## 地理
布拉邦勒鲁瓦（48°50'44"N, 4°58'59"E）面积11.08 平方千米，位于法国大東部大區默兹省，该省份为法国西北部内陆省份，北与比利时接壤，西接马恩省和阿登省，南至上马恩省和孚日省，东临默尔特-摩泽尔省。
与布拉邦勒鲁瓦接壤的市镇（或旧市镇、城区）包括：莱蒙、内唐库尔、努瓦耶-欧泽库尔、奥尔南河畔勒维尼、维莱欧旺。

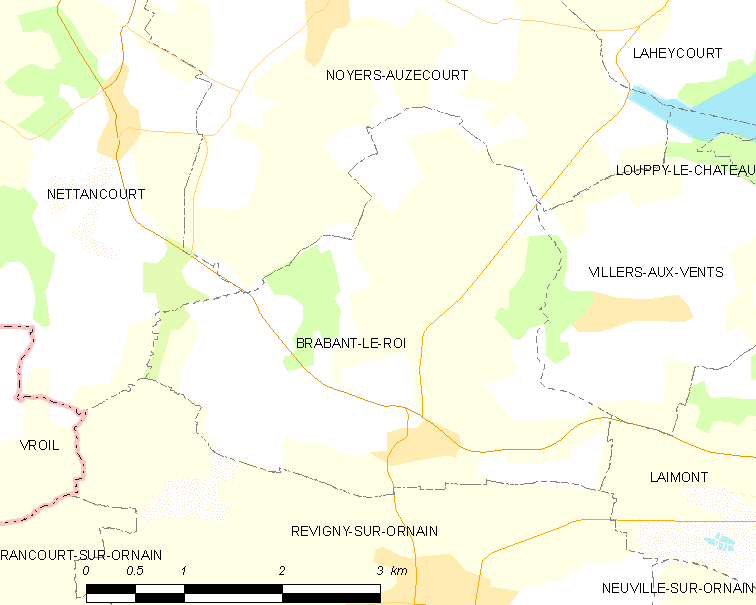
布拉邦勒鲁瓦的OSM定位图

布拉邦勒鲁瓦的时区为UTC+01:00、UTC+02:00（夏令时）。

## 行政
布拉邦勒鲁瓦的邮政编码为55800，INSEE市镇编码为55069。

## 政治
布拉邦勒鲁瓦所属的省级选区为奥尔南河畔勒维尼县。

## 人口

1962-2008年间布拉邦勒鲁瓦人口变化图示

布拉邦勒鲁瓦于2022年1月1日时的人口数量为222人。